# إيون بانتيليمونسكو
إيون بانتيليمونسكو (مواليد 15 مايو 1956) هو مبارز بالسيف روماني، مثّل بلاده في الألعاب الأولمبية الصيفية 1980.

## روابط رياضية
إيون بانتيليمونسكو على موقع أوليمبيديا (الإنجليزية)